# Conus sphacelatus
Conus sphacelatus é uma espécie de gastrópode do gênero Conus, pertencente a família Conidae.